# Biharvajda
Biharvajda falu Romániában, Bihar megyében.

## Fekvése
Bihar megyében, az Érmelléki hegyek alatt a Berettyó és a Székelyhidi vasútvonal mentén fekvő település.

## Története
Biharvajda nevét az írott források 1285-ben említik először.
Az 1300-as évek elején püspöki birtok volt.
1475-ben a korabeli oklevelekben nevét Woywoda néven írták.
Az 1800-as évek első évtizedeiben a Dobozy család volt a település birtokosa, aki a faluban két kúriát is építtetett.
Az 1900-as évek elején pedig Beck Henrik-et írták a település nagyobb birtokosának.
Biharvajda a trianoni békeszerződés előtt Bihar vármegye Szalárdi járásához tartozott
Az 1913-as népszámláláskor 765 lakosából 733 magyar, 31 román volt, ebből 42 római katolikus, 645 református, 40 görög ortodox volt.
A falu Bihardiószeg községéhez tartozott, egészen 2003. április 14-éig, amikor Biharfélegyháza önállósult, és hozzá csatolták Biharvajda és Félegyházi Újtelep falvakat.

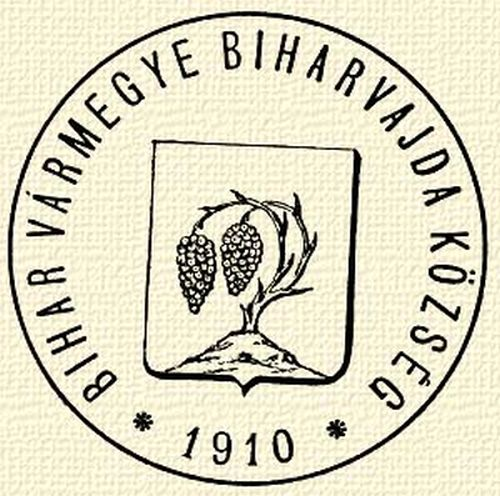

## Nevezetességek
- Református temploma - régi, egyes részei még az ősi egyházból valók. Valószínűleg a 12. században, de mindenképpen a tatárjárás előtt épült. Ennek a korai templomnak a bővítése, a 13. század folyamán folytatódott. A ma álló templom felépítésére 1807-től kezdve gyűjtöttek pénzt a hívektől, de a munkálatok évtizedekig elhúzódtak. A templom 1999 karácsonyán a lángok martalékává vált.Az újjáépítô munkához 2000. június 1-jén fogtak hozzá, így egy év múltán június 4-én ismét megszólaltak az új vajdai harangok.